# Hangang
Hangang (kinesiska: 韩岗镇, 韩岗) är en köping i Kina. Den ligger i provinsen Shandong, i den östra delen av landet, omkring 120 kilometer sydväst om provinshuvudstaden Jinan. Antalet invånare är 55142. Befolkningen består av 27 537 kvinnor och 27 605 män. Barn under 15 år utgör 19,0 %, vuxna 15-64 år 70 %, och äldre över 65 år 10,0 %.
Genomsnittlig årsnederbörd är 667 millimeter. Den regnigaste månaden är juli, med i genomsnitt 208 mm nederbörd, och den torraste är januari, med 2 mm nederbörd.